# آلن (ویسکانسین)
آلن (به انگلیسی: Allen) یک محدوده ثبت‌نشده در ایالات متحده آمریکا است که در کلیر کریک قرار دارد. آلن ۲۹۸٫۱ متر بالاتر از سطح دریا واقع شده است. منطقه آلن نام خود را وامدار یکی از اولین ساکنینش به نام چارلز آلن است که حدوداً در سال ۱۸۷۰میلادی این منطقه را خریداری و زمینه ساخت جامعه محلی جدید را در آن فراهم کرد.